# Dänische Botschaft in London

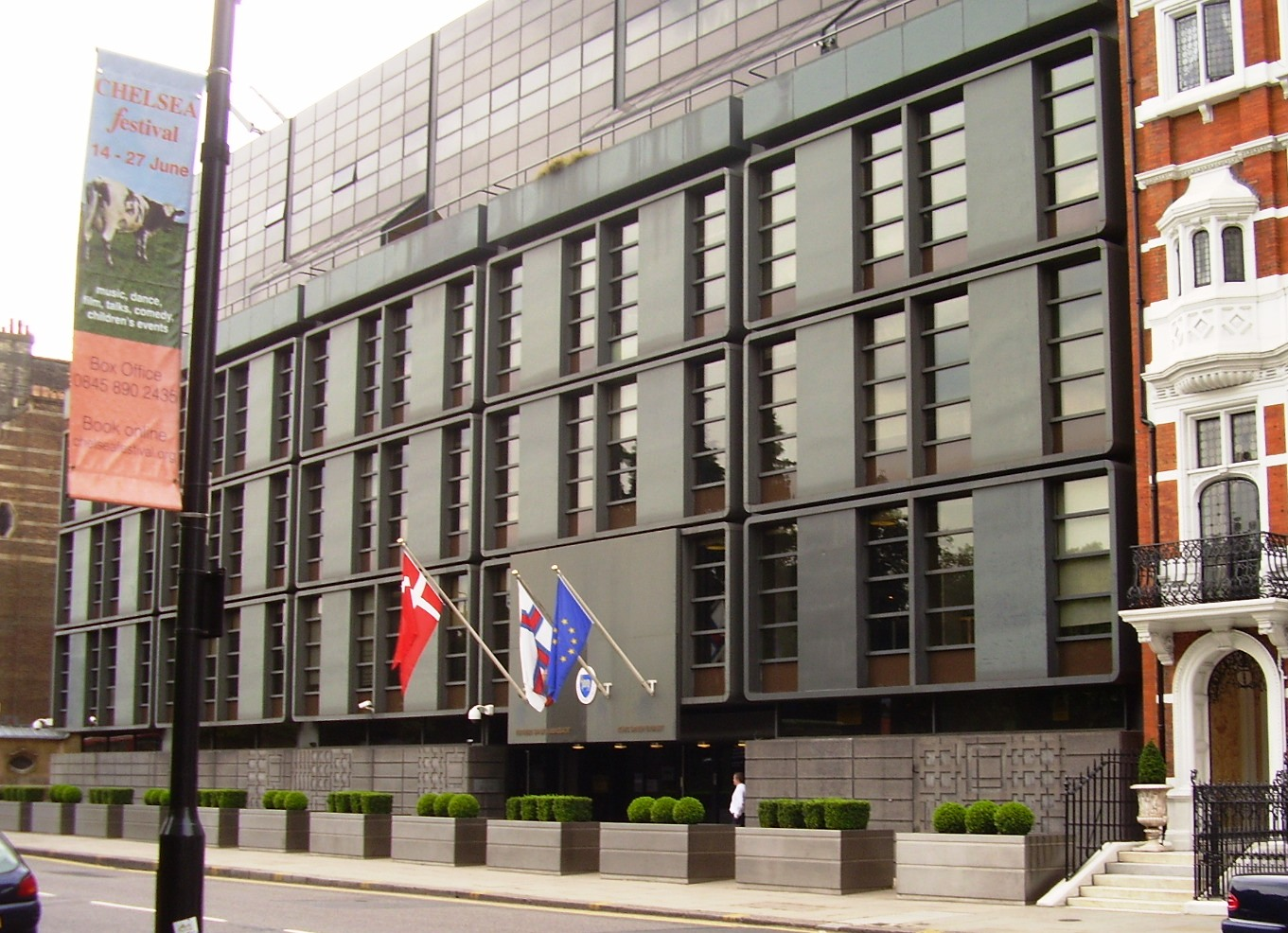
Frontansicht des Gebäudes

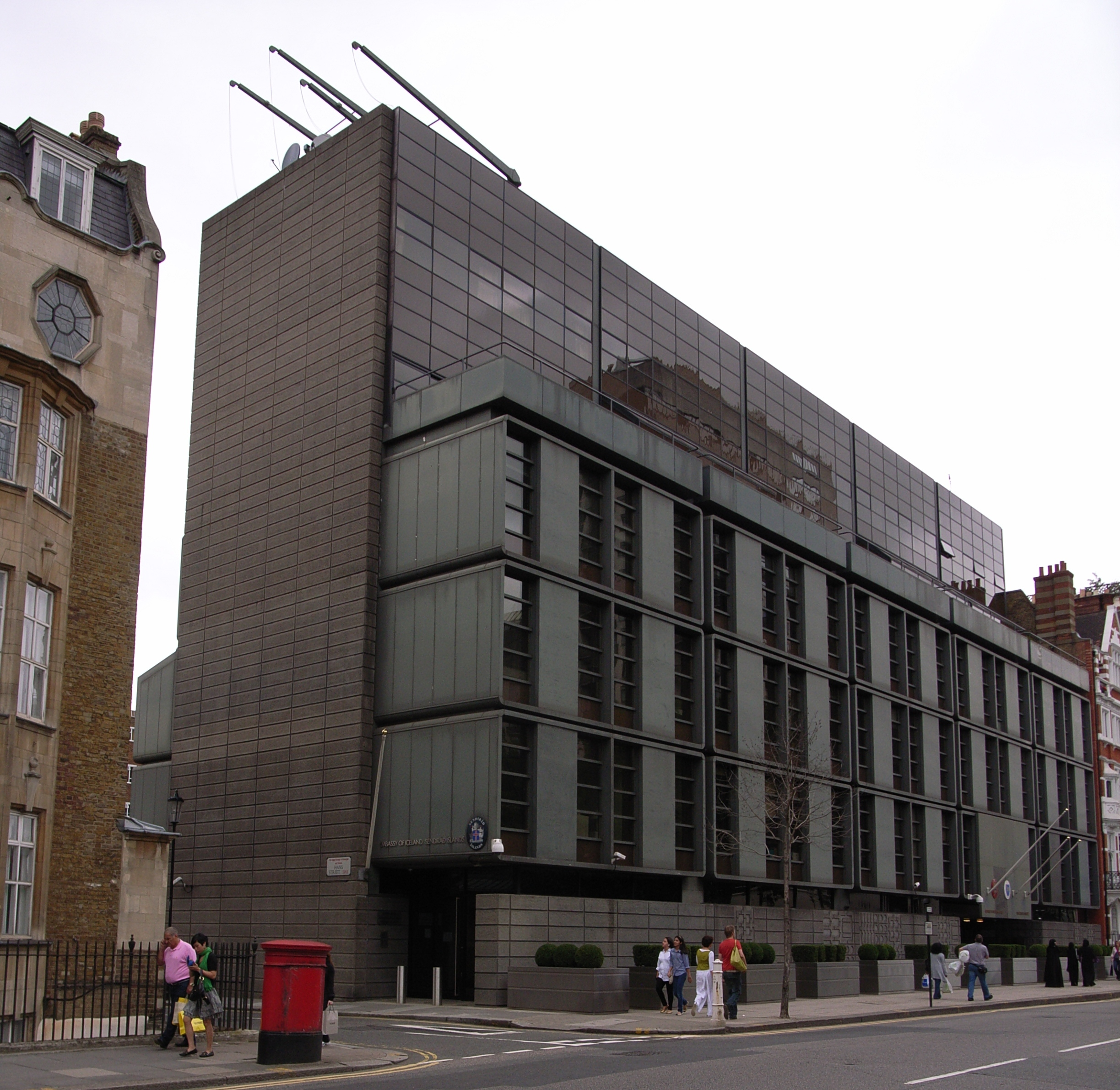
Ab dem dritten Stock ist das Gebäude zurückversetzt

Die Dänische Botschaft in London befindet sich in der Sloane Street im Stadtteil Kensington. Neben Dänemark vertritt sie auch die Färöer, die zum Königreich Dänemark gehören, aber seit 1948 autonom sind. Der amtierende Botschafter Birger Riis-Jørgensen ist seit 2006 im Amt. 

## Geschichte
Das Gebäude geht auf einen Entwurf des dänischen Architekten Arne Jacobsen zurück, der ab 1969 an dem Projekt arbeitete. Nach Jacobsens Tod 1971 führten dessen Partner Otto Weitling und Hans Dissing, die zusammen das Architekturbüro Dissing+Weitling betrieben, die Arbeiten bis zur Fertigstellung 1977 fort. An der Berechnung der Statik war Ove Arup beteiligt.
Während des Karikaturenstreits im Jahr 2006 demonstrierten Muslime vor der Botschaft, die für innenpolitische Diskussionen im Vereinigten Königreich sorgten. Dabei wurden unter anderem Plakate gezeigt, auf denen die Terroranschläge vom 7. Juli 2005 gut geheißen wurden.

## Gestaltung
Das moderne Design fügt sich in die sonst traditionelle Bebauung seiner Umgebung ein. Die Straßenfront ist ab dem ersten Stock in fünf Segmente unterteilt, die in ihrer Breite der typischen Häuser der Gegend entsprechen. Jedes Segment hat eine Metallfassade und vier bodentiefe Fenster. Jacobsens Entwurf sah vor Bronze zur Verkleidung zu verwenden, er konnte aber aus Kostengründen nicht umgesetzt werden.
Ab dem dritten Stockwerk ist das Gebäude zurückgesetzt. Dort befindet sich neben einem Dachgarten die Residenz des Botschafters. Vor dem Erdgeschoss steht eine mit einem abstrakten, geometrischen Muster des Künstlers Ole Schwalbe verzierte Mauer. Sie bricht die starre Formensprache von Jacobsen.
Neben dem Haupteingang in der Sloane Street gibt es noch einen Angestellteneingang in der Pavilion Road.